# Elitserien (bandy)
Elitserien je nejvyšší bandy soutěž ve Švédsku. V současnosti ji hraje 14 týmů. Poprvé se pod názvem Elitserien hrála v sezóně 2007-08, historie švédského hokejového šampionátu ale trvá už od roku 1907.
Nejúspěšnějším týmem Elitserien je klub Sandvikens AIK, který tuto soutěž vyhrál v sezónách 2007/2008, 2010/2011 a 2011/2012 a v ročníku 2013/2014 skončil na druhém místě.